# Districte de Madurai
El districte de Madurai (en tàmil மதுரை மாவட்டம்) és una divisió administrativa de l'estat de Tamil Nadu, Índia, amb capital a la ciutat de Madurai a la riba del Vaigai coneguda pel seu temple Sri Meenakshi Sundareshwarar amb quatre grans torres (gopurams) i moltes petites torres. Segons el cens del 2001 la població del districte era de 2.578.201 habitants i la superfície de 3.741,73 km².

## Administració
Està constituït per dues divisions (Madurai i Usilampatti) i set taluks:
- Madurai (North)
- Madurai (South)
- Thirumangalam
- Melur
- Usilampatti
- Vadipatti
- Peraiyur

Els taluks estan subdividides en 52 firkes i 670 pobles. Hi ha una corporació municipal (Madurai), 6 municipalitats, 12 consells urbans (panchayats) i 431 consells rurals.
Els blocs de desenvolupament rural ocupen una superfície de 3.650,26 (tot el districte excepte les 7 municipalitats) amb una població d'1.246.777 habitants. El nombre de blocs és de 13:
- Madurai East
- Madurai West
- Tirupparankundram
- Melur
- Kottampatti
- Vadipatty
- Alanganallur
- Tirumangalam
- Kalligudi
- T. Kallupatti
- Usilampatti
- Chellampatti
- Sedapatty

## Història
Madura junt amb Tinnevelly i parts de Travancore i Trichinopoly formava el domini dels pandyes, suposats descendents de Pandu, el pare dels germans Pandava del Mahabharata que ja existia vers el 300 aC. Vers el 999 el país pandya va passar com a feu als coles però va retornar als pandyes uns tres-cents anys després. El 1310 junt amb la resta de l'Índia fou assolat per Malik Kafur el general del sultanat de Delhi. El 1372 la regió estava en mans del rei hindú de Vijayanagar; una dinastia de naiks (nayaks) o virreis governava la regió. Per la seva història detallada vegeu Madura, amb les biografies de cadascun dels nayaks (primer virreis i després reis) i els esdeveniments del seu temps.
Amb el sobirà més destacat, Tirumala Nayaka, els seus dominis abraçaven els que després foren els districtes de Madurai, Tinnevelly, Trichinopoly (incloent el principat de Pudukkottai), Salem, Coimbatore, i una part del sud de l'estat de Travancore. Robert de Nobili, el famós jesuïta, va fundar al set temps una important missió a Madura. A la mort de Tirumala el regne es va començar a fraccionar amenaçat per les forces centrífugues, els musulmans (mogols), els marathes i Chikka Deva Raja, raja de l'emergent regne de Mysore que va atacar l'estat. Mentre els mogols havien esdevingut poderosos a la zona després de conquerir Bijapur i Golconda (1686 i 1687) i un governador mogol es va establir al Carnàtic portant el títol de nawab del Carnàtic o nawab d'Arcot. Chanda Sahib, gendre i ministre principal del nawab Dost Ali Khan (1732-1740, i després usurpador del tron del 1749 al 1751) va obtenir Trichinopoly per un estratagema i Madura per la força de les armes; el 1736 Arcot dominava Madura i la reina Minashki va cridar en ajut als marathes que el 1739 van marxar al sud; Dost Ali va morir en la lluita a la batalla del pas de Damalcheruvu (entre North Arcot i Cuddapah) i va aconseguir un forta indemnització del seu fill Safdar Ali Khan (1740-1742); els marathes van fer presonar a Chanda Sahib i el van portar a Satara, assaltant Madura i Trichinopoly on van situar a governadors marathes; els antics territoris de Madura van quedar fraccionats en diversos principats.
El 1743 el subadar del Dècan (nizam d'Hyderabad) va fer fora als marathes i el territori fou confiat als nawabs d'Arcot que ara eren els seus vassalls. Era nawab Muhammad Saadat-Allah Khan II (1742-1744), germà de Safdar Ali Khan, i el 1744 el va succeir Anwar al-Din Muhammad Khan (1744-1749) a la mort del qual el seu fill Wala Jah Muhammad Ali Khan i Chanda Sahib (Husayn Dost Khan) abans esmentat, es van disputar la successió, el primer amb suport britànic i el segon amb suport francès. Muhammad Ali va aconseguir el tron amb el suport de Robert Clive a finals del 1751. El 1757 la guerra es va reprendre i les victòries inicials franceses sobretot a Fort Saint David i Cuddalore van ser contrarestades pel fracàs del general Llaly a Fort Saint George (desembre de 1658 a febrer del 1659). El 1670 Sir Eyre Coote, després de la decisiva victòria a la batalla de Wandiwash, va poder recuperar cadascuna de les fortaleses ocupades pels enemics, i així va reconquerir Cuddalore. El coronel Coote va assetjar Arcot i el va conquerir després de set dies de bombardeig, retornant-la a Wala Jah Muhammad Ali, aliat dels britànics. En el territori britànic, Fort Saint David fou evacuada pels francesos quan els britànics s'acostaven. El tractat de París (1763) va reconèixer a Wala Jah com a sobirà independent (i així fou confirmat per l'emperador de Delhi el 26 d'agost de 1765). Els que foren els districtes de Madura i Tinnevelly foren ocupats pels britànics i arrendats al nawab pel seu germà Mahfuz Khan, per la suma de 15 lakhs. Els polgars, o petits senyors locals, van mantenir l'agitació i la Companyia Britànica de les Índies Orientals va haver d'enviar tropes a ajudar a Mahfuz, dirigides per Muhammad Yusuf, comandant dels sipais; va restaurar l'orde però llavors es va revoltar i la companyia va haver d'enviar un exèrcit que el va derrotar i el va fer presoner, sent penjat el 1764. No per això es va restaurar l'orde, perquè els poligars seguien actius i el 1783 el coronel Fullarton va fer una expedició que finalment va restablir la tranquil·litat. El 1790 es va nomenar el primer col·lector britànic a Dindigul, arrabassada a Mysore aquell mateix any i del que Madura va formar part. El 1801 el nawab d'Arcot va haver de cedir als britànics la resta de Madura i el seu estat excepte els béns patrimonials. Es va canviar de nom el districte amb el de la ciutat de Madura o Madurai; la divisió administrativa va restar sense grans canvis fins al 1984.
El districte fou part de la presidència de Madras i tenia una superfície de 22.536 km², amb 21 ciutats i 4.113 pobles. La població era:
- 1871: 2.266.615
- 1881: 2.168.680 (descens per la fam de 1876-1878)
- 1891: 2.608.404
- 1901: 2.831.280

Administrativament estava dividit en quatre divisions (Madura, Melur, Dindigul i Ramnad) i set talukes: 
- Dindigul
  - Palni
  - Dindigul
  - Periyakulam
  - Kodaikanal
- Madura
  - Madura
  - Tirumangulam
- Melur
  - Melur

Incloïa a més vuits estats zamindaris que integraven la divisió de Ramnad (els dos primers grans i importants exercien jurisdicció sobre alguns dels altres):
- Ramnad
  - Mudukulattur
  - Tiruvadanai
  - Tiruchuli
  - Paramagudi
- Sivaganga
  - Tiruppattur
  - Tiruppuvanam

La capital era Madurai i ciutats importants Dindigul i Ramnad; eren municipalitats Madura, Dindigul, Palni, Periyakulam i Koidakanal. La població era majoritàriament hindú (2.550.783 el 1901, o el 91%),; musulmans eren el 5% i cristians el 3%. La llengua principal era i és el tàmil. El taluk de Madura mesurava 1.155 km² i la població el 1901 era de 308.140 habitants, amb capital a Madura (105.984 habitants el 1901, segona ciutat de la presidència de Madras) i 283 pobles.
El 1984 el districte es va dividir en els de Madurai i Dindigul. El 1997 el de Madurai fou dividit altre cop en els de Madurai i de Theni.

## Arqueologia
- dòlmens prehistorics i tombes a Palnis
- Restes que acrediten que soldats romans van servir als reis pandyes
- Monedes romanes que provarien l'existència d'una factoria romana a la boca del riu Vaigai
- Restes budistes
- Temple de Xiva a Madurai
- Palau de Tirumala Nayaka a Madura
- Gran temple a Rameswaram
- Temple Sri Meenakshi Sundareshwarar